# Кортес (департамент)
Корте́с (ісп. Cortés) — один з 18 департаментів Гондурасу. Розташований у північно-західній частині держави. Межує з департаментами Атлантида, Йоро, Камаягуа, Санта-Барбара й державою Гватемала. Є найбільш густонаселеним департаментом Гондурасу.
Утворений 1893 року звиділених земель департаментів Санта-Барбара та Йоро.
Адміністративний центр — місто Сан-Педро-Сула. Головні міста — Чолома, Ла-Ліма, Віллануева. Найважливіші порти: Пуерто-Кортес та Омоа.
Площа — 3954 км².
Населення — 1 300 000 осіб (2006)
Кортес — економічний центр Гондурасу, оскільки Сула Валлі — головна сільськогосподарська та промислова область країни. Наприкінці XIX століття американські бананові компанії, такі як Юнайтед фрут, скупили найкращі землі для розвитку фруктових плантацій. Вони вклали в область значні кошти, розвиваючи сільське господарство й інфраструктуру. Вирощені фрукти в основному експортувались до США. Для робіт на плантаціях в Сан-Педро-Сулу почали прибувати емігранти з Європи, Близького Сходу й сусідніх центральноамериканських країн.

## Муніципалітети
Департамент поділяється на 12 муніципалітетів:
1. Віллануева
2. Ла-Ліма
3. Омоа
4. Пімієнта
5. Потрерильйос
6. Пуерто-Кортес
7. Сан-Антоніо-де-Корте
8. Сан-Франциско-де-Іохоа
9. Сан-Мануель
10. Сан-Педро-Сула
11. Санта-Крус-де-Іохоа
12. Чолома

| Гондурас | Це незавершена стаття з географії Гондурасу. Ви можете допомогти проєкту, виправивши або дописавши її. |